# Alfonso Desiata
Alfonso Desiata (Bojano, 27 gennaio 1933 – Trieste, 21 maggio 2006) è stato un dirigente d'azienda italiano, amministratore delegato e presidente della società Generali Assicurazioni.

## Biografia
Nato da una famiglia originaria di Agnone (Isernia), ha cominciato a lavorare in Generali Assicurazioni subito dopo aver conseguito la laurea in Economia presso la Scuola per le Scienze Applicate "A. Pacinotti" dell'Università di Pisa (poi confluita nella Scuola superiore di studi universitari e di perfezionamento Sant'Anna). È diventato presidente delle Generali Assicurazioni dal 1999 al 2001, dopo aver ricoperto diverse cariche (direttore centrale, amministratore delegato). È stato anche presidente di Alleanza Assicurazioni dal 1990 al 1999 e presidente dell'ANIA dal 1997 al 2002.